# 雜色狼
雜色狼（學名：Canis lupaster soudanicus），也被称为努比亚狼，是一個原产于苏丹和索马里的金狼亞種。它比埃及金狼更小、更轻，肩部38厘米（15英寸），长102厘米（40英寸）。與較為接近狼的埃及金狼相比，雜色狼更像灰狗。耳朵比埃及狼的稍大，身体颜色通常为苍白的石色，有黑色的斑点。它的主要栖息地在岩石組成的地区，以小型哺乳动物和鸟类为食。在埃塞俄比亚帝国高地海拔高达5000英尺的地方首次发现。